# Historieteori
|  | Sammenskrivningsforslag Artiklerne historiefilosofi, Historieteori er foreslået sammenskrevet. (Siden januar 2017) Diskutér forslaget |

Historieteori er de teoretiske og principielle principper og refleksioner, der har med historiefaget at gøre og kan siges at udgøre en stor del af fagets videnskabsteori.

## Historieteori efter perioder
Der sondres ofte mellem tre forskellige tidsperioder for videnskabelig historieteori: den før-moderne periode, den moderne periode og den postmoderne periode. Tidsperioderne er ikke klart afgrænsede, men ofte fastlægges overgangen mellem før-moderne og moderne til det tidsrum, hvor historie bliver et anerkendt universitetsfag med egne metoder og kildekritik, mens den postmoderne tidsperiode opstår i takt med, at ældre teorier som f.eks. den positivistiske helt forkastes i det akademiske miljø.[kilde mangler]

## Postmoderne historieteori
Den postmoderne historieteori tror ikke, at det er muligt at fremstille virkeligheden. Selvom der findes en virkelighed, er det ikke muligt at fortælle om denne, på en måde  ikke er forudindtaget. Derfor bruger postmoderne historikere gerne anførselstegn, når de skriver ordet ’virkelighed.’